# Kloppenheim (Wiesbaden)
Pour les articles homonymes, voir Kloppenheim.
Kloppenheim est un quartier de la ville de Wiesbaden en Allemagne.